# Carpe DiEnd
Carpe DiEnd är bandet Steel Attacks sjätte studioalbum, utgivet 2008.

## Låtlista
1. "Carpe DiEnd" - 0:51
2. "The Evil in Me" - 5:09
3. "I Keep Falling" - 4:52
4. "Holy Is Evil" - 5:02
5. "Perpetual Solitude" - 4:35
6. "For Whom I Bleed?" - 3:58
7. "Angels" - 5:13
8. "Entrance to Heaven Denied" - 4:35
9. "Crawl" - 5:08
10. "Never Again" - 4:34
11. "Beyond the Light" - 4:30